# ويليام بينبريج
ويليام بينبريج (بالإنجليزية: William Bainbridge)‏ (7 مايو، 1774- 27 يوليو، 1833) هو عميد في بحرية الولايات المتحدة. خدم تحت إمرة ستة رؤساء أثناء مسيرته المهنية الطويلة في البحرية الأمريكية الناشئة، بدءًا من جون آدامز المعروف بانتصاراته العديدة في البحر. تولى قيادة العديد من السفن البحرية الشهيرة، بما في ذلك يو إس إس كونستيتيوشن، وخدم في الحرب الأمريكية في ساحل البحر المتوسط وحرب عام 1812. تولى ويليام أيضًا قيادة فرقاطة يو إس إس فيلادلفيا عندما رست على شواطئ طرابلس في شمال أفريقيا الأمر الذي أدى إلى اعتقاله وسجنه لعدة أشهر. وأصبح مفوضًا لبحرية الولايات المتحدة في الجزء الأخير من مسيرته المهنية.

## النشأة
ولد ويليام بينبريج في برينستون، نيوجيرسي، وهو النجل الأكبر للدكتور أبسالوم بينبريج وماري تايلور. كان والده من الموالين خلال الثورة الأمريكية، وعمل جراحًا في الجيش البريطاني وأدانته ولاية نيوجيرسي بالخيانة العظمى ونجح في رفع دعوى تعويض إلى لجنة المطالبات الأمريكية الموالية. كان لويليام شقيقين: جوزيف، الذي أصبح أيضًا قبطانًا في البحرية، وجون ت. وشقيقته ماري. تولى جده والد أمه، جون تايلور، من ميدلتون، نيوجيرسي رعايته عندما غادر والده إلى إنجلترا في عام 1783 في حين تخلفت والدته عن السفر بسبب سوء صحتها (إلا أن والده عاد إلى الولايات المتحدة وتوفي في مدينة نيويورك في عام 1807).

## ما قبل الخدمة البحرية
كان ويليام بينبريج في مراهقته رياضيًا وذو بنية رجولية وكان يتمتع بروح الحيوية والمغامرة. تلقى تدريبًا كبحار في السفن في نهر ديلاوير، من ثم اعتُبر أفضل مدرسة للملاحة البحرية بسبب المهارة البالغة المطلوبة للملاحة في ذلك النهر.
عمل ويليام على متن سفينة كانتور التجارية الصغيرة في عام 1792.
بعد عودته من البرازيل في عام 1796، عمل ويليام على متن سفينة هوب التجارية، وهي سفينة صغيرة تزن 140 طنًا وتحمل أربع بنادق تزن تسعة أرطال. وبينما كان يستعد لرحلته الرابعة في المرفأ في نهر غارون في بوردو، استنجد قائد سفينة مجاورة كانت تحت التمرد بويليام وطلب مساعدته، نجح ويليام في مساعدته على استعادة النظام في السفينة، رغم أن البحارة كانوا يفوقونه عددًا بسبعة وكان ويليام يعاني من جروح شديدة جراء انفجار البارود. وأصبح قائدًا لتلك السفينة في عام 1796 وهو في سن التاسعة عشرة بسبب شجاعته وتقديرًا لمهاراته في البحارة والملاحة.
أبحر ويليام إلى البحر الكاريبي بعد مغادرته فرنسا في نفس العام. وأثناء تواجده في مرفأ سانت جونز، استنجد به مركب شراعي إنجليزي، إلا أن ويليام رفض التوقف. أطلقت السفينة الإنجليزية نيران الأسلحة ردًا على ذلك وسرعان ما التف ويليام وطاقمه الرائع وألحق الضرر بسفينة العدو بهجوم على مقدمة السفينة بمدفعين فقط، مجبرًا إياهم على إنزال الراية والاستسلام.

## الخدمة في بحرية الولايات المتحدة
خدم ويليام في عدة حروب وتولى قيادة عدد من سفن البحرية الأمريكية الشهيرة، بما في ذلك يو إس إس جورج واشنطن ويو إس إس فيلادلفيا ويو إس إس كونستيتيوشن، وأصبح عضوًا في مجلس مفوضي البحرية خلال الجزء الأخير من مهنته البحرية الطويلة.

### شبه الحرب
مع تنظيم بحرية الولايات المتحدة في عام 1798، ضُمّ ويليام إلى كتيبة ضباط البحرية، وفي سبتمبر من عام 1798 عُيّن ملازمًا قائدًا لمركب يو إس إس ريتالييشن الشراعي. وأُمر بحراسة المياه في جزر الهند الغربية برفقة الكابتن ويليامز من سفينة يو إس إس نورفولك، وكان كلاهما تحت قيادة موراي، الذي تولى قيادة فرقاطة يو إس إس مونتيزوما. في 20 نوفمبر 1798، تنازل الملازم ويليام عن مركب ريتالييشن دون مقاومة لفرقاطتين فرنسيتين: فولونتير التي تحمل 44 بندقية، ولينسورجنتي التي تحمل 40 بندقية، بعد أن ظن أنها سفن حربية بريطانية واقترب منهما دون تحديد هويتها. نُقل ويليام وطاقمه على متن فولونتير واستمرت الفرقاطتان الفرنسيتان في مطاردتهما لسفن أمريكيّة مجاورة أخرى. أثناء رحلة إلقاء القبض على الأمريكيين، حذر ويليام قائد لينسورجنتي الفرنسي، الكابتن سانت لوران، بشأن القوة الأمريكية، الأمر الذي جعل سانت لوران ينتظر شركائه الذين يبحرون خلفه.
كانت ريتالييشن أول سفينة تستسلم في بحرية الولايات المتحدة الناشئة. ولم تُتخذ أي إجراءات تأديبية ضد ويليام لهذا الإجراء.
في مارس 1799 من عام ، عُيّن ويليام قائدًا رئيسيًا لسفينة يو إس إس نورفولك التي حملت على متنها 18 بندقية وأُمر بالإبحار ضد الفرنسيين.  

### حرب طرابلس
خلال الأشهر التي سبقت اندلاع حرب طرابلس في عام 1800، كُلّف ويليام بمهمة مشينة تتمثل في حمل الترفيد الذي كانت الولايات المتحدة تدفعه إلى داي الجزائر لتأمين استثناء السفن التجارية الأمريكية من الأسر في البحر الأبيض المتوسط. ولدى وصوله إلى سفينة يو إس إس جورج واشنطن التي تحمل 24 بندقية سمح ويليام لقبطان المرفأ بتوجيهه مباشرة تحت تهديد سلاح الحصن المطل على المرفأ. وطلب الداي من ويليام لدى وصوله بأن يستخدم سفينته لنقل مركب السفير الجزائري وهبات الترفيد إلى القسطنطينية، وأن يرفع العلم الجزائري أثناء الرحلة. ومع وجود سفينة جورج واشنطن تحت تهديد سلاح الحصن محاطةً بسفن الداي الحربية والعسكريين، امتثل ويليام للأوامر على مضض خوفًا من أن يُسجن ورفع العلم الجزائري على قمة السفينة وسلم هدايا الحيوانات والعبيد إلى القسطنطينية.
وجد الرئيس جفرسون وجد أن رشوة قراصنة الدول البربرية غير ناجحة، وقرر استخدام القوة ضدهم. وفي 21 مايو من عام 1803، تولى ويليام قيادة سفينة يو إس إس فيلادلفيا المكلفة بفرض حصار بحري على طرابلس. جنح ويليام بالسفينة بطريق الخطأ على شعاب مرجانية مجهولة في 21 أكتوبر من عام 1803. وزاد ويليام الوضع سوءًا بإبحاره قبل استطلاع القارب لتحديد وضعه الفعلي، الأمر الذي أدى إلى دفع السفينة بقوة إلى الضفة. قرر ويليام الاستسلام بعد كل الجهود المبذولة لإعادة جعل السفينة تطفو تحت نيران مدافع زوارق طرابلس الحربية لمدة خمس ساعات، والطلقات النارية الطائشة التي لم تقترب من الفرقاطة القوية. تنازل ويليام عن فرقاطته القوية إلى زورق حربي صغير رغم عدم اصابتها بطلقات نارية دقيقة، ولو اختار أن ينتظر المد العالي لطفت سفينته بمنأى عن الشاطئ الرملي. وقبل أن يفعل ذلك أمر بإلقاء كل الأسلحة الصغيرة على متنها، وأُغرق خزن الذخائر ودمر كتاب الإشارات البحرية. وبعد ذلك بفترة وجيزة، طفت السفينة بفعل المد العالي وأسرها باشا طرابلس. وسُجن بنبريدج وأفراد طاقمه في طرابلس لمدة تسعة عشر شهرًا.
نفذ الملازم ستيفن ديكاتور قائد سفينة يو إس إس إنتريبيد غارة ليلية على مرفأ طرابلس في 16 فبراير من عام 1804 لتدمير فيلادلفيا. يُقال أن الادميرال هوراشيو نيلسون وصف هذا «بالفعل الأكثر جرأة وشجاعة في العصر».
بعد أربع عمليات قصف منفصلة قام بها أسطول بريبل، أُطلق سراح ويليام من السجن في طرابلس في 3 يونيو 1805 وعاد إلى الولايات المتحدة حيث تلقى ترحيبًا حارًا. بعد فترة وجيزة، لم تجد محكمة التحقيق البحرية المكلفة بالنظر في استسلامه أي دليل على إساءة التصرف، وسُمح له بالاستمرار في عمله. وعاد بعد الإفراج عنه إلى العمل التجاري لتحقيق المكاسب التي فاتته بسبب أسره. ومع انتهاء الحملة ضد الدول البربرية، قُلّص حجم بحرية الولايات المتحدة وبقيت كل فرقاطاتها تقريبًا في المرفأ. بإدراكه للحرب الوشيكة مع المملكة المتحدة، سارع ويليام برفقة العميد ستيوارت إلى واشنطن لمناشدة الرئيس جفرسون والكونغرس على تعزيز القوات البحرية للبلاد. وأيدوا هذه النصيحة في الوقت المناسب وفرض الكونغرس تغييرًا على السياسة التي أدت إلى انحلال القوة البحرية الحالية في أوائل عام 1809. عاد ويليام إلى بوسطن راضيًا بالنتائج وتولى قيادة الترسانة البحرية في تشارلستون.
تولى ويليام قيادة فرقاطة يو إس إس بريزدنت في عام 1809 وبدأ في القيام بدوريات على الساحل الأطلنطي في سبتمبر من ذلك العام. نُقل ويليام إلى خدمة الساحل في يونيو 1810.

## وصلات خارجية
- ويليام بينبريج على موقع الموسوعة البريطانية (الإنجليزية)
- ويليام بينبريج على موقع إن إن دي بي (الإنجليزية)